# Alphonse Kirchhoffer
Alphonse Kirchhoffer (n. 19 decembrie 1873, Paris, Île-de-France, Franța – d. 30 iunie 1913, Paris, Île-de-France, Franța) a fost un scrimer francez, medaliat olimpic. A participat la o ediție a Jocurilor Olimpice (1900) în care a câștigat o medalie de argint.

## Participări
Lista de mai jos prezintă principalele competiții la care a participat Alphonse Kirchhoffer de-a lungul carierei.
- fencing at the 1900 Summer Olympics – men's masters foil[*]